# Beires
Beires és un municipi de la província d'Almeria, Andalusia. L'any 2005 tenia 126 habitants. La seva extensió superficial és de 39 km² i té una densitat de 3,2 hab/km². Les seves coordenades geogràfiques són 37° 01′ N, 2° 47′ O. Està situada a una altitud de 909 metres i a 55 kilòmetres de la capital de la província, Almeria.

## Demografia
| 1996 | 1998 | 1999 | 2000 | 2001 | 2002 | 2003 | 2004 | 2005 |
| ---- | ---- | ---- | ---- | ---- | ---- | ---- | ---- | ---- |
| 133  | 141  | 144  | 142  | 138  | 135  | 121  | 121  | 126  |